# Villa del Rosario (Paraguay)
Villa del Rosario, il cui nome per esteso è Villa del Rosario del Cuarepoti, è un centro abitato del Paraguay, situato nel dipartimento di San Pedro; la località forma uno dei 19 distretti del dipartimento.

## Popolazione
Al censimento del 2002 Villa del Rosario contava una popolazione urbana di 5.117 abitanti (11.623 nell'intero distretto).

## Caratteristiche
Fondata il 14 giugno 1787 dal comandante militare Roque de Acosta Freire su ordine del governatore Pedro Melo de Portugal, Villa del Rosario fu un importante porto fluviale sul fiume Paraguay. Tramontato il periodo aureo del traffico fluviale ha concentrato la sua attività sull'agricoltura, l'allevamento, la pesca commerciale e la produzione di legname.